# 육체의 약속 (1975년 영화)
"육체의 약속"은 1975년 공개된 대한민국의 영화이다.

## 시놉시스
1975년 동아수출공사에서 제작된 영화 《육체의 약속》은 김기영 감독이 연출하고, 김지헌이 각본을 맡았다. 김지미, 박암, 박정자, 이정길 등이 출연하며, 상영 시간은 95분이다. 우연히 열차에서 만난 남녀의 이루어질 수 없는 사랑을 그린 멜로드라마다.
교도소에 복역 중인 모범수 숙영은 특사로 바깥 세상에 나올 기회를 얻는다. 어머니의 산소를 찾기 위해 기차에 오른 그녀는 맞은편에 앉은 훈이라는 남자와 마주친다. 두 사람은 지루한 기차 이동 시간 동안 자연스럽게 대화를 나누며 서로에게 호감을 느낀다. 훈은 사실 강도 사건으로 경찰에 쫓기다 열차에 몸을 실은 상태였지만, 이 사실을 말하지 못한다.
대화 도중 두 사람은 공통적으로 사생아라는 사실을 알게 되고, 그로 인해 더욱 깊은 연민을 느낀다. 훈은 결국 숙영에게 자신이 도망자라는 사실을 고백하고, 숙영도 자신이 수감자임을 밝힌다. 두 사람은 2년 뒤 꼭 다시 만나자는 약속을 하고 헤어진다.
2년 후, 출소한 숙영은 약속 장소에 나가지만 훈은 나타나지 않는다. 그녀는 시간이 지나도 그를 기다리며, 끝내 홀로 돌아선다.
이 작품은 제14회 대종상 영화제에서 녹음상, 여우조연상(박정자), 여우주연상(김지미)을 수상하였다.

## 배역
- 김지미
- 이정길
- 박정자
- 박암
- 조재성
- 한세훈
- 유춘수
- 여한동
- 김정철
- 이용호
- 안봉길
- 김용팔
- 김신성

## 수상
- 1975년 제14회 대종상
  - 여우주연상 - 김지미
  - 여우조연상 - 박정자
  - 녹음상 - 이재웅